# 康福特 (北卡羅萊納州)
康福特（英語：Comfort）是位於美國北卡羅萊納州瓊斯縣的非建制地區。

## 歷史
康福特的郵局自1826年營運至今。

## 地理
康福特所處的海拔為高於海平面16米（即52英呎），而該地所採用的時區為UTC-5，即北美东部时区（EST）。同時該地設有夏令時間，為UTC-5調快一小時，即UTC-4（EDT）。